# Flache Glanzschnecke
Die Flache Glanzschnecke (Mediterranea depressa, Syn.: Oxychilus depressus) ist eine in Mitteleuropa heimische Schnecken-Art der Glanzschnecken (Oxychilidae) in der Unterordnung der Landlungenschnecken (Stylommatophora).

## Merkmale
Das rechtsgewundene Gehäuse der Flachen Glanzschnecke ist wie der Name schon andeutet, sehr stark abgeflacht(-kegelig). In der Seitenansicht ist das Gewinde kaum sichtbar, der Apex schwach gewölbt. Es hat eine Breite von 6,5 bis 8 mm und eine Höhe von 3 bis 4,5 mm. Im Adultstadium sind 4½ bis 5 Windungen ausgebildet, die sich langsam und regelmäßig erweitern. Sie sind an der Oberseite stark abgeflacht und bilden eine nur flache Naht. Die Peripherie ist enger gerundet. Die letzte Windung nimmt zur Mündung kaum merklich zu und steigt sehr wenig ab. Der Nabel ist tief und sehr eng. Die Mündung ist in der direkten Aufsicht etwas abgeflacht-elliptisch oder eiförmig, abgesehen vom Anschnitt der vorigen Windung, und leicht schief stehend. Der Mündungsrand ist gerade und zugespitzt.
Die Schale ist weißlich bis hell-gelblich und durchscheinend. Die Oberfläche ist glänzend und besitzt feine und schwache, regelmäßige Anwachsstreifen, zum Nabel hin etwas deutlicher.
Der Weichkörper variiert in der Farbe von sehr hell grau bis blaugrau. Drüsen im Mantel von juvenilen Tieren scheinen durch die Schale hindurch als rote Flecken. Im zwittrigen Geschlechtsapparat ist der Samenleiter (Vas deferens) recht lang und tritt apikal in den Epiphallus ein. Der Epiphallus ist kurz und legt sich vor dem Übergang in den Penis dem Penis an bzw. ist mit dem Penis durch eine dünne Membran verbunden. Der Penis ist leicht oberhalb der Mitte sehr stark aufgebläht. Im Inneren weist der Penis haken- oder dornförmige Fortsätze und komplexe Falten. Der Penis ist im proximalen Teil von einer Hülle umgeben. Der Penisretraktormuskel setzt apikal am Penis an, im Scheitelpunkt der Schleife, die von Epiphallus und Penis gebildet wird. Der Epiphallus ist nur etwa halb so lang wie der Penis. Der freie Eileiter (Ovidukt) und die Vagina sind in etwa gleich lang. Die perivaginale Drüse am Übergang von Vagina und freiem Einleiter ist gut entwickelt. Der Stiel der Spermathek ist kurz, die Blase (Reservoir) kugelig. Sie liegt dem unteren Teil des Eisamenleiters an. Ein Atrium ist nicht ausgebildet. Die männlichen und weiblichen Ausführgänge öffnen sich getrennt in eine flache Grube.

## Ähnliche Arten
Der tiefe und sehr enge Nabel ist enger als bei den anderen europäischen Oxychilus-Arten. Bei der Glatten Glanzschnecke (Morlina glabra) ist das Gewinde höher und auch die Windungen auf der Oberseite sind etwas deutlicher gewölbt.

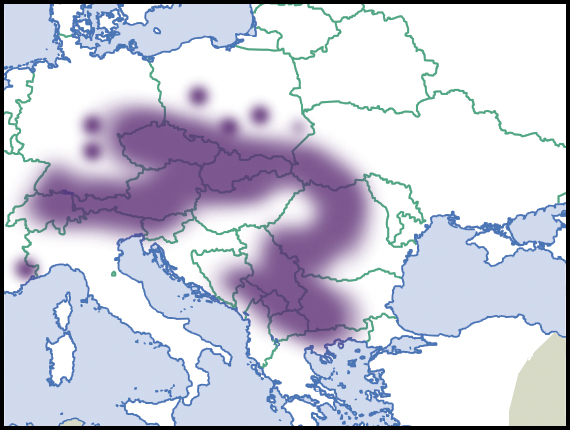
Verbreitungsgebiet der Art (nach Welter-Schultes)

## Geographisches Verbreitung und Lebensraum
Das Verbreitungsgebiet erstreckt sich über Zentraleuropa, die Ostalpen und den Balkan bis nach Griechenland. In italienischen Westalpen gibt es zwei isolierte Vorkommen. In Deutschland gibt es isolierte Standorte im Schwarzwald, im Fränkischen Jura, im Bayerischen Wald, Thüringischen Wald und im Erzgebirge. In Österreich sind die Vorkommen ebenfalls sehr zerstreut. In den Karpaten ist die Art etwas häufiger.
Die Art lebt bevorzugt in mäßig feuchten Habitaten in Wäldern, im Geröll und zwischen Felsen, in offenen Grashängen mit einzelnen Büschen oder Bäumen, auch oberhalb der Baumgrenze. Sie lebt unterirdisch in humus- und detritusreichen Böden. In Bulgarien wird sie oft in Höhlen(eingängen) gefunden. Sie bevorzugt kalkreiche Böden, aber silikatische Böden werden toleriert. In der Schweiz (Engadin) und in Bulgarien steigt sie bis auf 2600 m über Meereshöhe an.

## Taxonomie
Das Taxon wurde von Victor Sterki 1880 als Hyalina depressa erstmals beschrieben. Das Taxon ist zwar allgemein anerkannt, jedoch ist die Gattungszugehörigkeit umstritten. In der konservativen Systematisierung wird sie als Oxychilus depressus (Sterki, 1880) zur Gattung Oxychilus Fitzinger, 1833. Riedel (1969), Grossu (1983) und Kerney et al. (1983) stellten sie zur als Oxychilus (Riedelius) depressus (Sterki, 1880) zur Untergattung Oxychilus (Riedelius) Hudec, 1961. Da jedoch die Typusart von Oxychilus (Riedelius) Hudec zu Mediterranea zu stellen ist, schlug Schileyko (2003) den neuen Namen (in Wirklichkeit einen neuen wissenschaftlichen Namen) Riedeloconcha vor, mit Hyalina depressa Sterki als Typusart. Da jedoch Hyalina depressa Sterki gut in die Gattung Mediterranea Clessin, 1880 zu stellen ist, sind diese Gattungen jüngere, subjektive Synonyme von Mediterranea. Die MolluscaBase gliedert die Familie Oxychilidae in mehrere Unterfamilien auf. In dieser Systematik steht Mediterranea in der Nominatunterfamilie Oxychilinae.

## Gefährdung
Die Art ist nirgendwo häufig, die Vorkommen sind sehr zerstreut und es besteht kaum Verbindung unter den einzelnen Populationen. Sie gilt in Deutschland und Österreich als vom Aussterben bedroht. Auch in der Schweiz und in Sachsen ist sie gefährdet. Dagegen wird sie von der IUCN auf das Gesamtverbreitungsgebiet gesehen als ungefährdet eingeschätzt.